# Miguel Barbachano
Miguel Barbachano y Tarrazo (29 september 1807 - 17 december 1859) was een liberaal Yucateceeks politicus. Hij was vijf keer gouverneur van Yucatán tussen 1841 en 1853. Hij wisselde die post af met Santiago Méndez.
Hij was een sterk voorstander van onafhankelijkheid voor Yucatán. Door historisch toeval was hij de twee keren dat de Republiek Yucatán daadwerkelijk onafhankelijk werd verklaard níet gouverneur, terwijl hij de wel gouverneur was beide keren toen Yucatán weer bij Mexico gevoegd werd.
- Library of Congress Control Number: nr2001025688
- SNAC: w6n02czk
- Virtual International Authority File: 26991610
- WorldCat: E39PBJr83qCVDvTRBV6v3gCG73